# Viridrillia williami
Viridrillia williami là một loài ốc biển, là động vật thân mềm chân bụng sống ở biển trong họ Turridae. Loài này được Bartsch miêu tả khoa học lần đầu tiên năm 1943.